# Шеста војвођанска ударна бригада
Шеста војвођанска ударна бригада НОВЈ формирана је 17. јануара 1944. године код Сремске Раче од по једног батаљона из Првог и Другог сремског НОП одреда. Имала је око 400 бораца.

## Борбени пут бригаде
Већ 21. јануара напала је непријатељеве посаде у Врбањи и Сољанима, а са деловима Четврте војвођанске бригаде и Другог сремског НОП одреда 29/30. фебруара домобранску посаду у Нијемцима и 4/5. фебруара усташко-немачку посаду у Моровићу. Са немачком полицијом и жандармима водила је 18. фебруара борбе код пустаре Иноценц и Принциповац, а 21. фебруара код Старог Дивоша. Бригада је 3. марта 1944. године ушла у састав 36. дивизије НОВЈ, али је и даље остала да дејствује у Срему под непосредном командом Главног штаба НОВ Војводине. У мартовској офанзиви немачких, усташких и домобранских снага на Босутске шуме, Први батаљон ове бригаде се заједно са ГШ НОВ Војводине, Четвртом бригадом и Другим сремским НОП одредом пребацио 10/11. марта у рејону Јамене и Сремске Раче преко Саве у источну Босну, где је 22. марта ушао у састав Пете војвођанске бригаде. До краја априла у западном Срему дејствовали су хедан батаљон Шесте војвођанске бригаде и два батаљона Другог сремског НОП одреда. Крајем априла и половином маја ушле су у састав бригаде још два батаљона Првог сремског НОП одреда. У другој половини маја бригада је уништила немачко-усташко упориште Солнок (данас Жарковац), 85 ТТ-стубова на линији Илок-Сот, локомотиву и неколико возова на прузи између Шида и Товарника. У немачко-усташко-домобранској операцији чишћења Фрушке горе од 14. јуна до 6. августа, бригада је правовремено избегла окружење и дејствовала у позадини непријатеља у рејону Лежимир, Свилош. Током јула је нападала пругу Рума-Врдник и мања упоришта. У међувремену је 2. јула дала хедан батаљон у новоформирану Седму војвођанску бригаду, али је ускоро затим поновно формиран Трећи, а половином августа и Четврти батаљон. У августу је водила борбе против непријатеља у Черевићу, Чалми, између Чалме и Лаћарка, око Манђелоса; 30. августа њен 4. батаљон пребачен је у Банат ради јачања ослободилачке борбе; током септембра је у општем нападу впјвођанских јединица на комуникације порушила 14 км пруге Рума-Сремска Митровица-Шид и Рума-Шабац; на Дунаву је 2. септембра између Баноштора и Черевића уништила један брод и шлеп, 10/11. септембра немачки тенк код Кленка, 21., септембра са Десетом војвођанском бригадом заузела упориште у Габровцима и остало. Бригада је 9. октобра у рејону Кленка пребачена преко Саве у Мрђеновац код Шапца, где је у саставу 36. дивизије НОВЈ учествовала у борбама за ослобођење Београда, након чега се 21. октобра поновно пребацила у Срем учествујући у борбама за ослобођење до половине новембра. Тада се пребацила у Бачку, где је држала положаје на левој обали Дунава. Од 15. децембра налазила се на левој обали Драве, у Мађарској, а 17. јануара 1945. пребацила се на слободну територију Вировитичког мостобрана. Током марта је дејствовала у Барањи, а затим учествовала у ликвидацији непријатељског валповачког мостобрана, ослобођењу Валпова и напредовању у смеру Нашица, ослобођењу Слатине, Вировитице, Копривнице и Вараждинских Топлица и у заробљавању немачко-квислиншких група у рејону Дравограда 13-15. маја.

## Народни хероји
Неки од бораца Шесте војвођанске бригаде проглашени за народне хероје су:
- Петар Матић Дуле, командант бригаде
- Влада Обрадовић Камени, командант Трећег батаљона
- Лазар Саватић Металац, обавештајни официр